# UFC Fight Night: Cowboy vs. Till
UFC Fight Night: Cowboy vs. Till（ユーエフシー・ファイトナイト：カウボーイ・バーサス・ティル、別名UFC Fight Night 118）は、アメリカ合衆国の総合格闘技団体「UFC」の大会の一つ。2017年10月21日、ポーランド・ポモージェ県グダニスクのエルゴ・アリーナで開催された。

## 大会概要
本大会ではドナルド・セラーニとダレン・ティルによるウェルター級戦が組まれた。

## 試合結果

### プレリミナリーカード
第1試合 フェザー級 5分3R
○  ジョシュ・エメット vs.  フェリペ・アランテス ×
3R終了 判定3-0（30-26、30-26、30-25）
第2試合 女子バンタム級 5分3R
○  アスペン・ラッド vs.  リナ・ランズバーグ ×
2R 2:33 TKO（パウンド）
第3試合 ウェルター級 5分3R
○  ワーレイ・アウヴェス vs.  サリム・トゥアリ ×
3R終了 判定3-0（30-27、29-28、29-28）
第4試合 フェザー級 5分3R
○  アンドレ・フィリ vs.  アルテム・ロボフ ×
3R終了 判定3-0（30-27、30-27、30-27）
第5試合 85.7kg契約 5分3R
○  ラマザン・エミーフ vs.  サム・アルビー ×
3R終了 判定3-0（30-27、30-27、30-27）
※アルビーの体重超過によりミドル級から変更。
第6試合 バンタム級 5分3R
○  ブライアン・ケレハー vs.  ダミアン・スタシアク ×
3R 3:39 TKO（パウンド）
第7試合 ライト級 5分3R
○  マルチン・ヘルド vs.  ナスラット・ハクパラスト ×
3R終了 判定3-0（30-27、30-27、30-27）

### メインカード
第8試合 ミドル級 5分3R
○  オスカル・ピエホタ vs.  ジョナサン・ウィルソン ×
3R終了 判定3-0（30-27、30-27、30-27）
第9試合 ライトヘビー級 5分3R
○  ヤン・ブラホヴィッチ vs.  デビン・クラーク ×
2R 3:02 リアネイキッドチョーク
第10試合 女子ストロー級 5分3R
○  カロリーナ・コバケビッチ vs.  ジョディ・エスキベル ×
3R終了 判定3-0（30-27、30-27、30-26）
第11試合 ウェルター級 5分5R
○  ダレン・ティル vs.  ドナルド・セラーニ ×
1R 4:20 TKO（パウンド）

### 各賞
ファイト・オブ・ザ・ナイト： ブライアン・ケレハー vs. ダミアン・スタシアク
パフォーマンス・オブ・ザ・ナイト： ダレン・ティル、ヤン・ブラホヴィッチ
各選手にはボーナスとして5万ドルが授与されたされた。

### カード変更
負傷などによるカードの変更は以下の通り。